# Tinamotis
Genre
Tinamotis est un genre d'oiseaux d'Amérique du Sud appartenant à la famille des Tinamidae.

## Liste des espèces
Selon la classification de référence du Congrès ornithologique international (version 15.1, 2025) :
- Tinamotis pentlandii Vigors, 1837 — Tinamou quioula ;
- Tinamotis ingoufi Oustalet, 1890 — Tinamou de Patagonie.